# Daniel Fischer (Rechtsanwalt)
Daniel Fischer (* 22. Mai 1953 in Bern; † 20. Juni 2015 in Zürich) war ein Schweizer Rechtsanwalt und Professor für internationales Wirtschaftsrecht an der SRH Hochschule in Berlin.
Schweizweit wurde er als Vertreter von sogenannten Lehman-Opfern bekannt, die auf Anraten von Schweizer Banken in Wertpapiere der Lehman Brothers investiert hatten. Unter anderem vertrat er die rund 350 bis 500 Mitglieder der Anleger-Selbsthilfe-Gruppe und 50 weitere Lehman-Opfer der etwa 7'000 sogenannten Lehman-Opfer in der Schweiz. In früheren Jahren ist er im Interesse der Anleger gegen versteckte Retrozessionen aufgetreten. Seit 2012 ging er gegen Schweizer Banken vor, welche die geschuldeten Retrozessionen nicht zurückvergüten.
Daneben vertrat er eine Vielzahl geschädigter Anleger unter anderem in Sachen Madoff als Mitglied einer internationalen Anwaltsallianz, UBS Wealth Management Global Property Fonds, K1, Auriga Ltd. etc. Zuletzt vertrat er die Swatch Group gegen UBS AG und die INFINA-Geschädigten gegen die St. Galler Kantonalbank.
Auf dem Gebiet der Wirtschaftskriminalität befasste er sich neben der Corporate Governance vornehmlich mit der Crime Due Diligence. Er untersuchte zahlreiche Wirtschaftsbetrügereien und legte dar, dass bei allen Wirtschaftsverbrechen bestimmte Verhaltensmuster (Module) immer auftreten und Kriminalität somit leichter erkennbar ist. Im Rahmen einer Verdachtsschöpfungsstrategie für Wirtschaftsdelikte führte er in diesem Zusammenhang den Begriff «Econ Crime» ein, der ergänzend zum White Collar Crime eine Know-how-Kriminalität beschreibt.
Im Zusammenhang mit der Finanzkrise entwickelte er eine Streitbeilegungsform, das «Swiss Banking Medarp» System, eine Kombination von Mediation und Arbitration. Die Schweizer Banken sollen damit Vertrauen zurückgewinnen. Daneben trat er häufig öffentlich für den Anlageschutz auf, insbesondere befürwortete er die Einführung der Gruppenklage und die Strafbarkeit gewisser Anlageberatungsformen der Banken. Auch diese Entwicklung soll letztendlich dem Anleger dienen.
Er war Experte der Kommission der Vereinten Nationen für internationales Handelsrecht UNCITRAL. Er trug im Weiteren den Titel Certified Fraud Examiner (CFE) und war Vorstandsmitglied sowie Trainings-Direktor der «Association of Certified Fraud Examiners» des Central & Northern European Chapters sowie der Schweiz.
Neben seinen juristischen Aktivitäten war er Mitherausgeber des Musical-Onlinemagazins «imScheinwerfer» und moderierte Beiträge über Musicals auf Radio Top. Zuletzt schrieb er an einer Serie über die Geschichte des Schweizer Musicals.

## Werke
- Die Banken sollten ihren Kunden im Streitfall fairere Lösungen anbieten. Plädoyer für ein neues Rechts-Werkzeug. In: Claude Baumann, Ralph Pöhner (Hrsg.): Neustart: 50 Ideen für einen starken Finanzplatz Schweiz. Verlag Neue Zürcher Zeitung, Zürich 2010, ISBN 978-3-03823-589-7, S. 137 ff.
- Corporate Governance und der Sarbanes-Oxley Act aus strafrechtlicher Sicht. Stämpfli Verlag, Bern 2008, ISBN 978-3-7272-0013-7 (= Abhandlungen zum schweizerischen Recht. Heft 751).
- Die strafrechtliche Verantwortlichkeit des Gutachters. In: Adrian Siegel, Daniel Fischer (Hrsg.): Die neurologische Begutachtung. Orell Füssli, Zürich 2004, ISBN 3-280-07047-3 (= Schweizerisches medico-legales Handbuch. Bd. 1). S. 57 ff.
- New Ecocrime und New Economy. In: Hans Siegwart, Julian Mahari (Hrsg.): Meilensteine im Management. Band X. Management & Law, Helbing & Lichtenhahn, Basel 2003, ISBN 978-3-7190-2013-2, S. 361 ff.
- Die Gefährdung der Unternehmensfinanzen durch New Econ-Crime. In: H. Siegwart (Hrsg.): Finanz- und Rechnungswesen: Jahrbuch 2003. WEKA-Verlag, Zürich 2003, ISBN 3-297-14100-X, S. 205 ff.